# 倫肖 (伊利諾伊州)
倫肖（英語：Renshaw）是位於美國伊利諾伊州波普縣的一個非建制地區。該地的面積和人口皆未知。

## 地理
倫肖的座標為37°21′16″N 88°40′42″W / 37.35444°N 88.67833°W，而該地的平均海拔高度為115米（即377英尺）。